# سینما ایران (ارومیه)
سینما ایران یک سینما در شهر ارومیه، ایران است.
این سینما که متعلق به حوزه هنری می‌باشد در سال ۱۳۳۳ با ۱ سالن افتتاح شده و در سال ۱۳۹۸ مورد بازسازی قرار گرفته و یک سالن سینمای جدید نیز به آن اضافه شده‌است.